# Paradis-toren
De Paradis-toren, ook Tour des Finances de Liège, is een Belgische wolkenkrabber in Luik. De toren is een ontwerp van de associatie van de architectenkantoren M. & J-M.Jaspers & J.Eyers & Partners en Bureau Greisch. Het in 2014 afgewerkte bouwwerk met 136 m hoogte is het op vier na hoogste gebouw van België en het hoogste gebouw van het land niet in Brussel gelegen. De hoogte zonder antenne bedraagt 118 m.
Het gebouw in de wijk Guillemins ligt tussen het Station Luik-Guillemins en de Maas. De bouwperiode liep van maart 2013 tot mei 2014. Eind 2014 namen de 1.100 ambtenaren van de regionale zetel van de Federale Overheidsdienst Financiën hun intrek in de 27 verdiepingen van het gebouw. Het gebouw kostte € 95 miljoen en telt 52.502 m² oppervlakte. Het gebouw telt ook drie ondergrondse niveaus waarin een parking voor 325 plaatsen voor auto's en 50 fietsers is voorzien.
Na de verhuis konden twee oude kantoorgebouwen van de FOD Financiën afgebroken worden, en kon tussen de toren en het station in 2015 de Esplanade des Guillemins aangelegd worden, een groot stationsplein.

## Fotogalerij

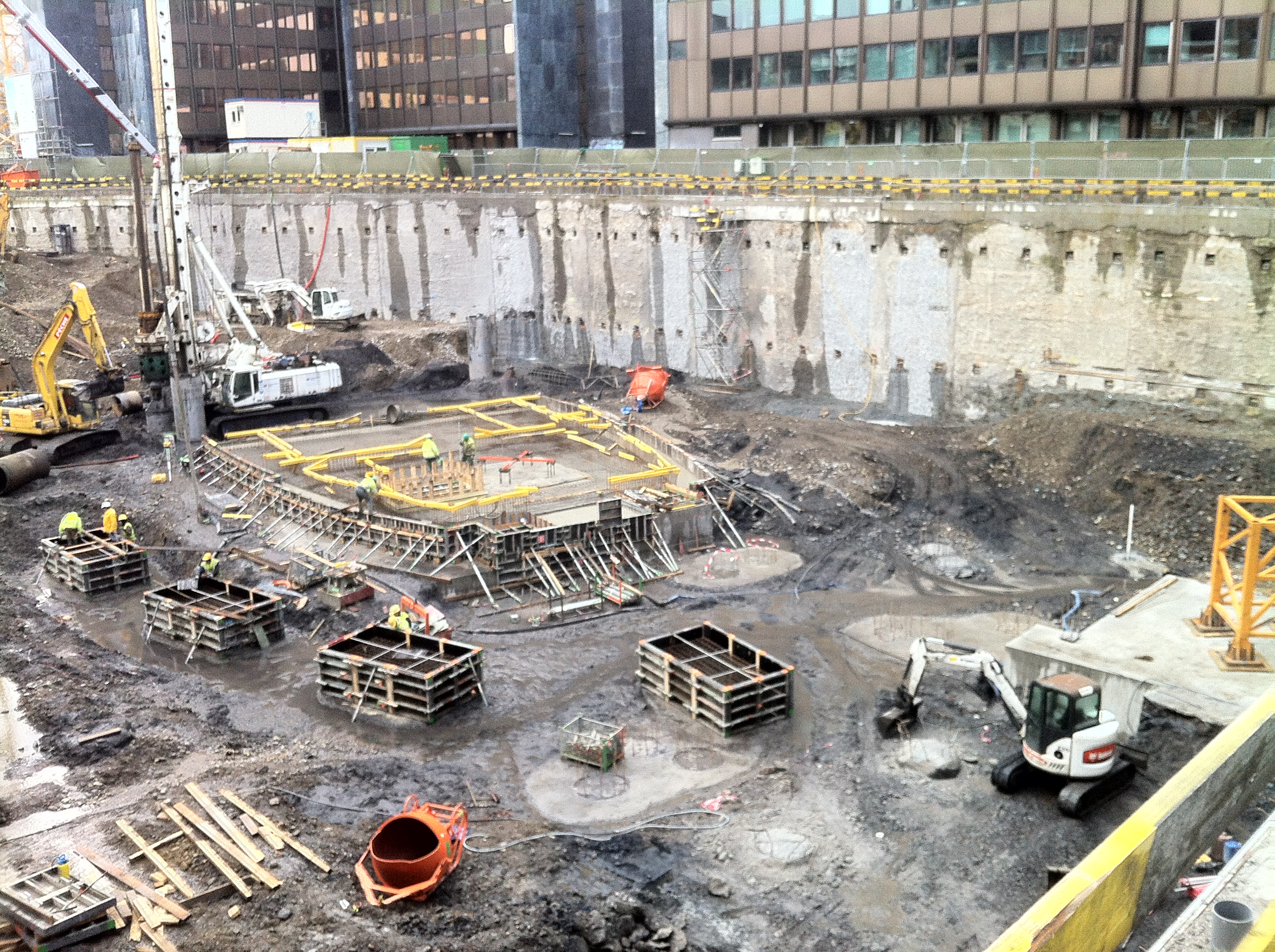
Bouwput in februari 2013
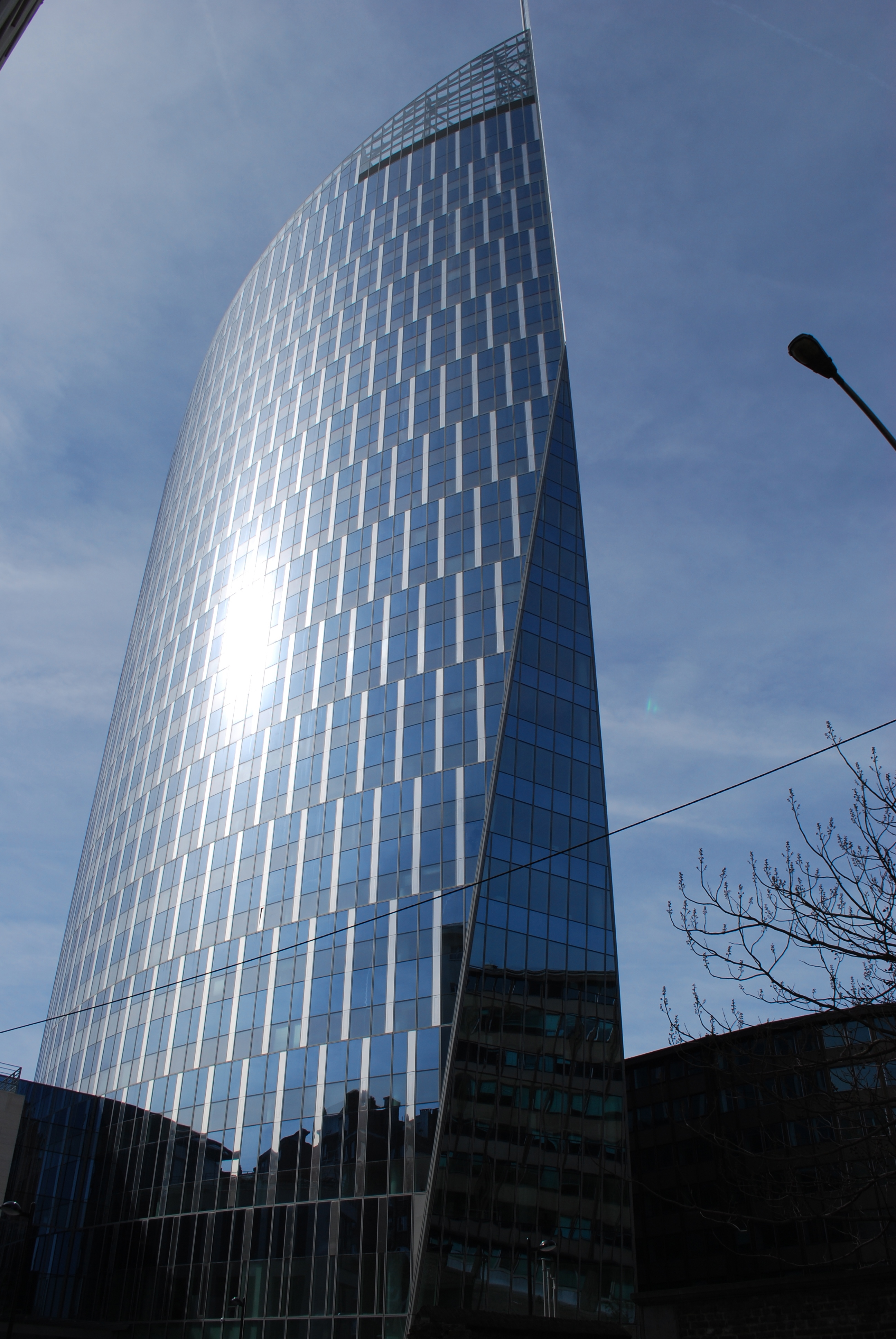
Zicht van onderaf in 2015
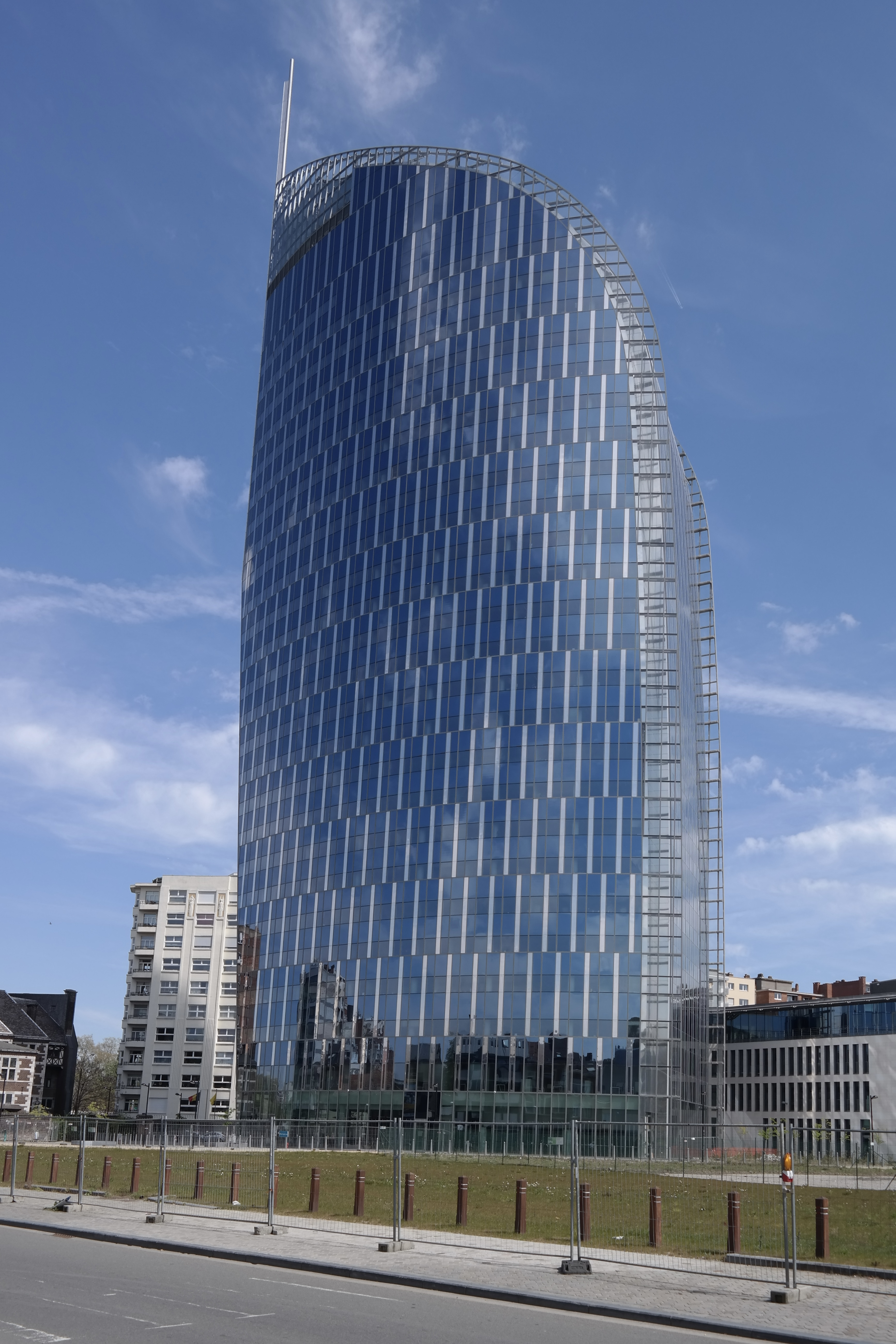
Westzijde van de toren in 2017.
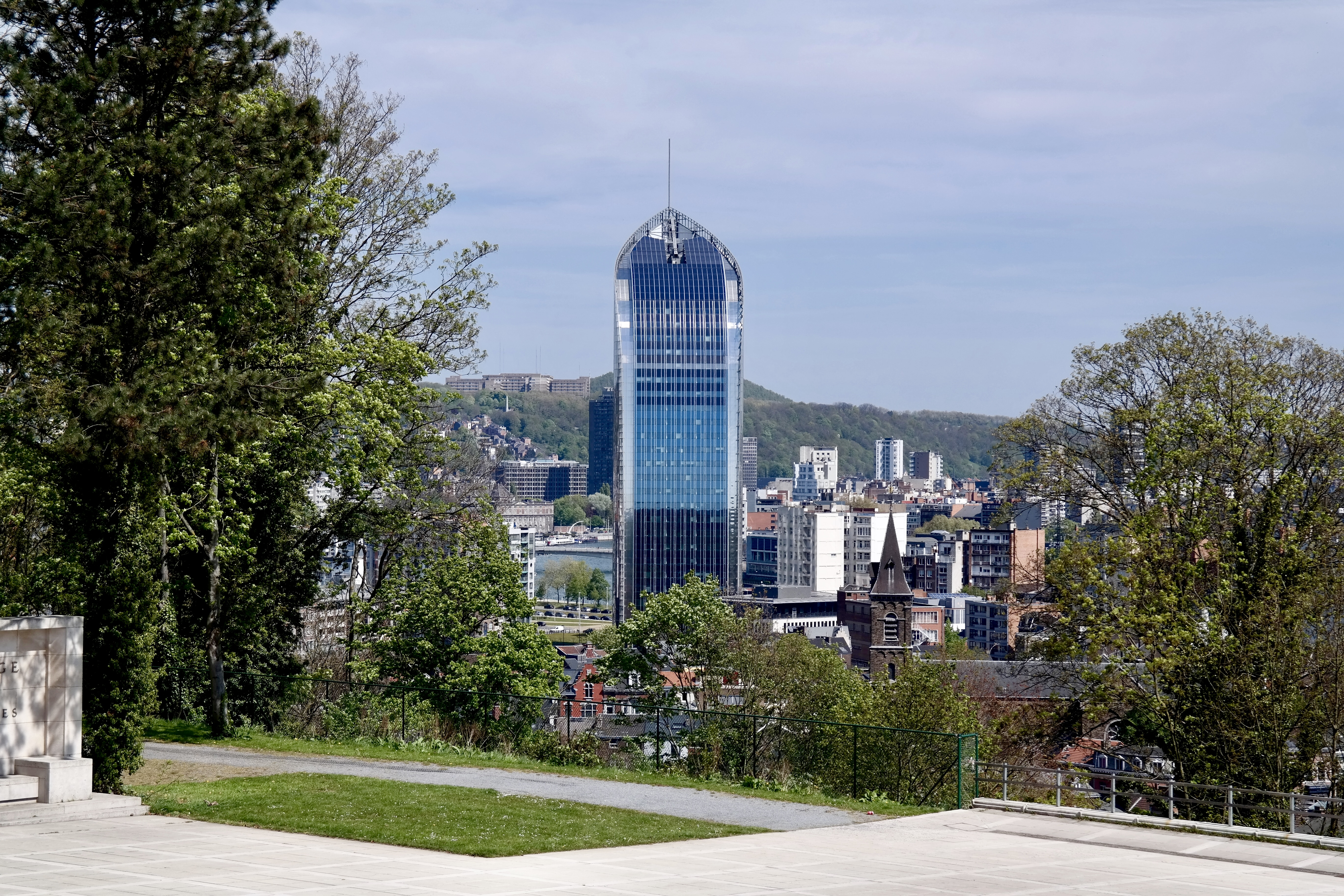
Zicht op de zuidzijde van de toren vanaf de Colline de Cointe
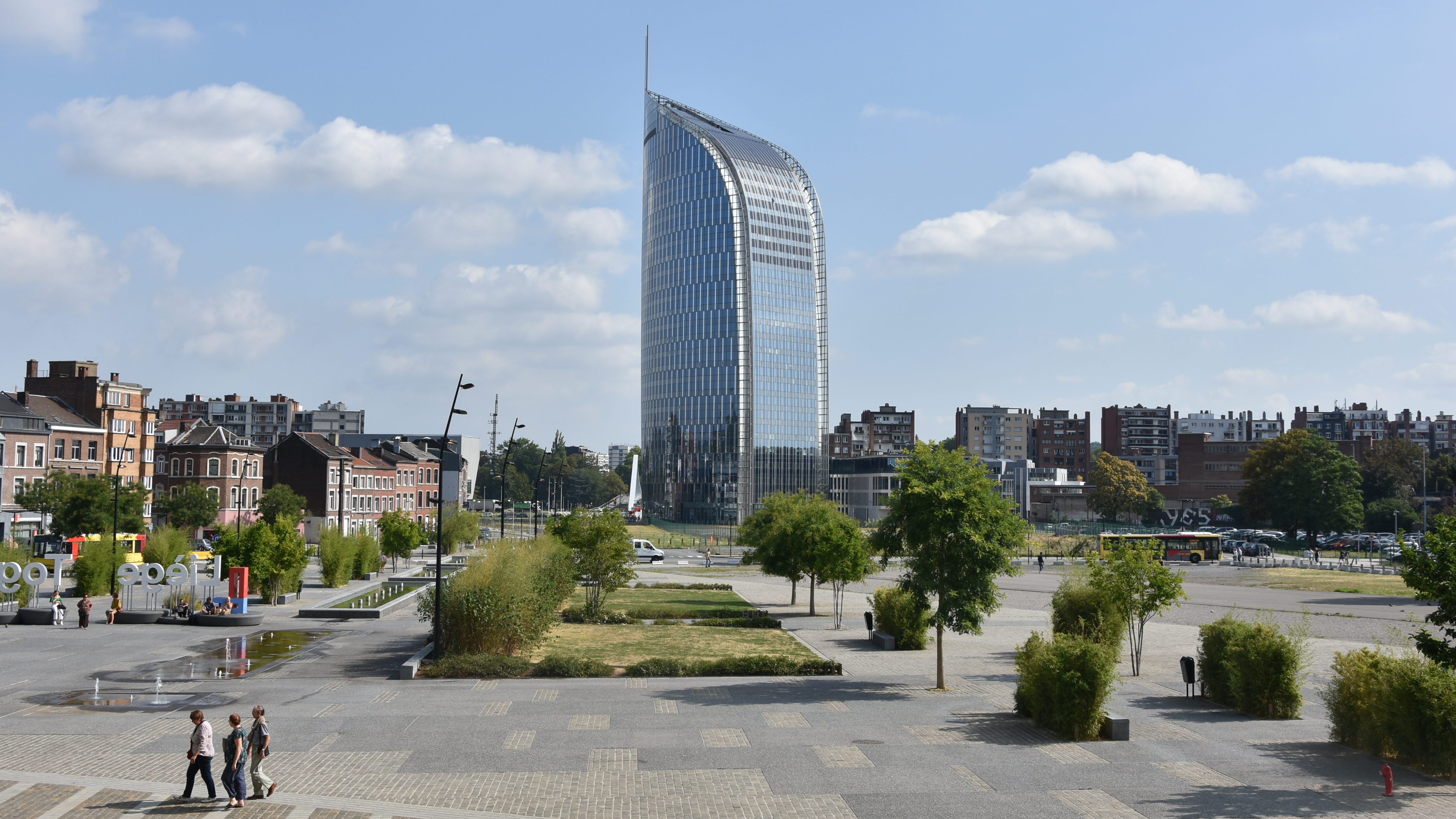
Zicht vanaf station Liège-Guillemins
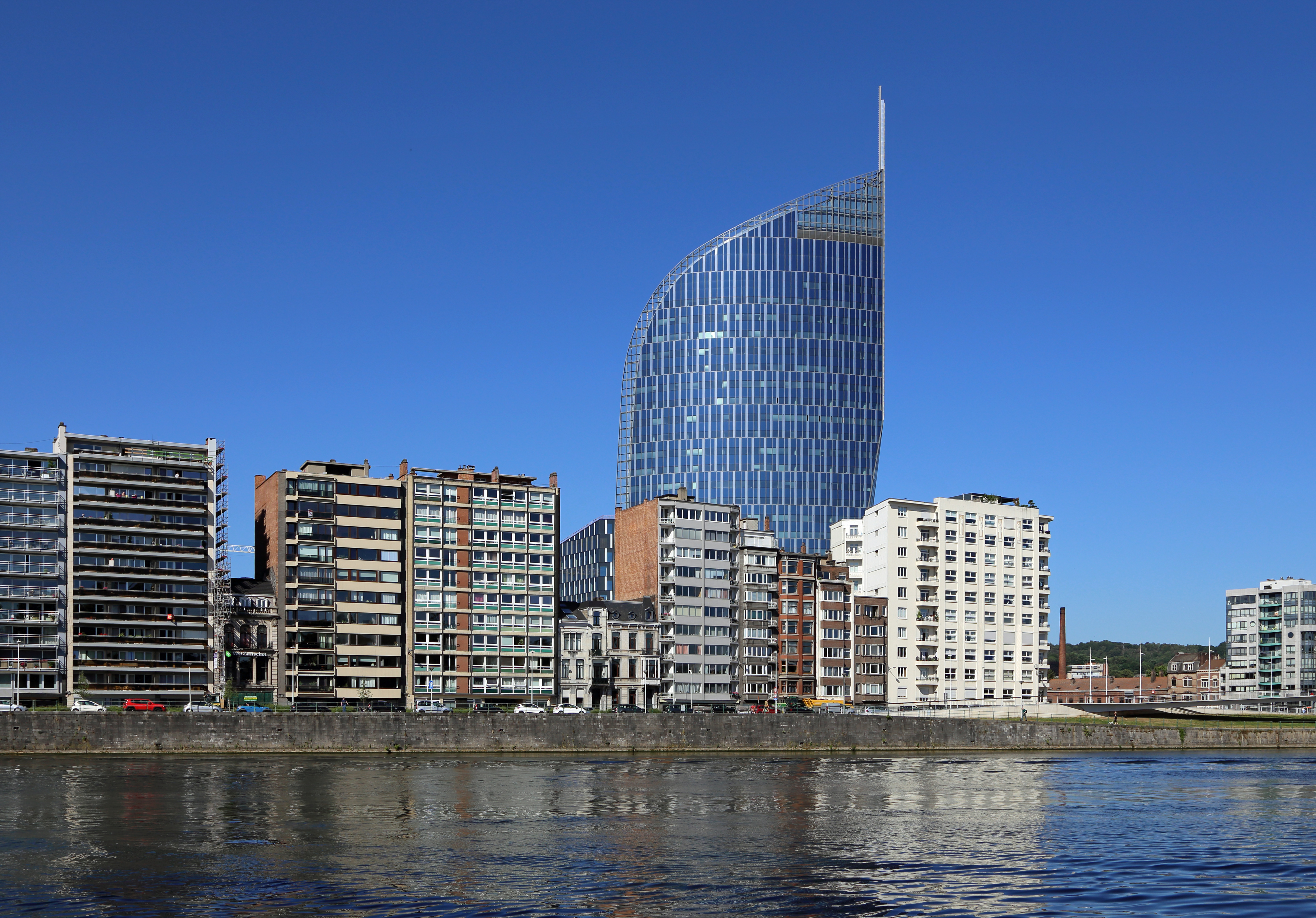
De toren in 2022
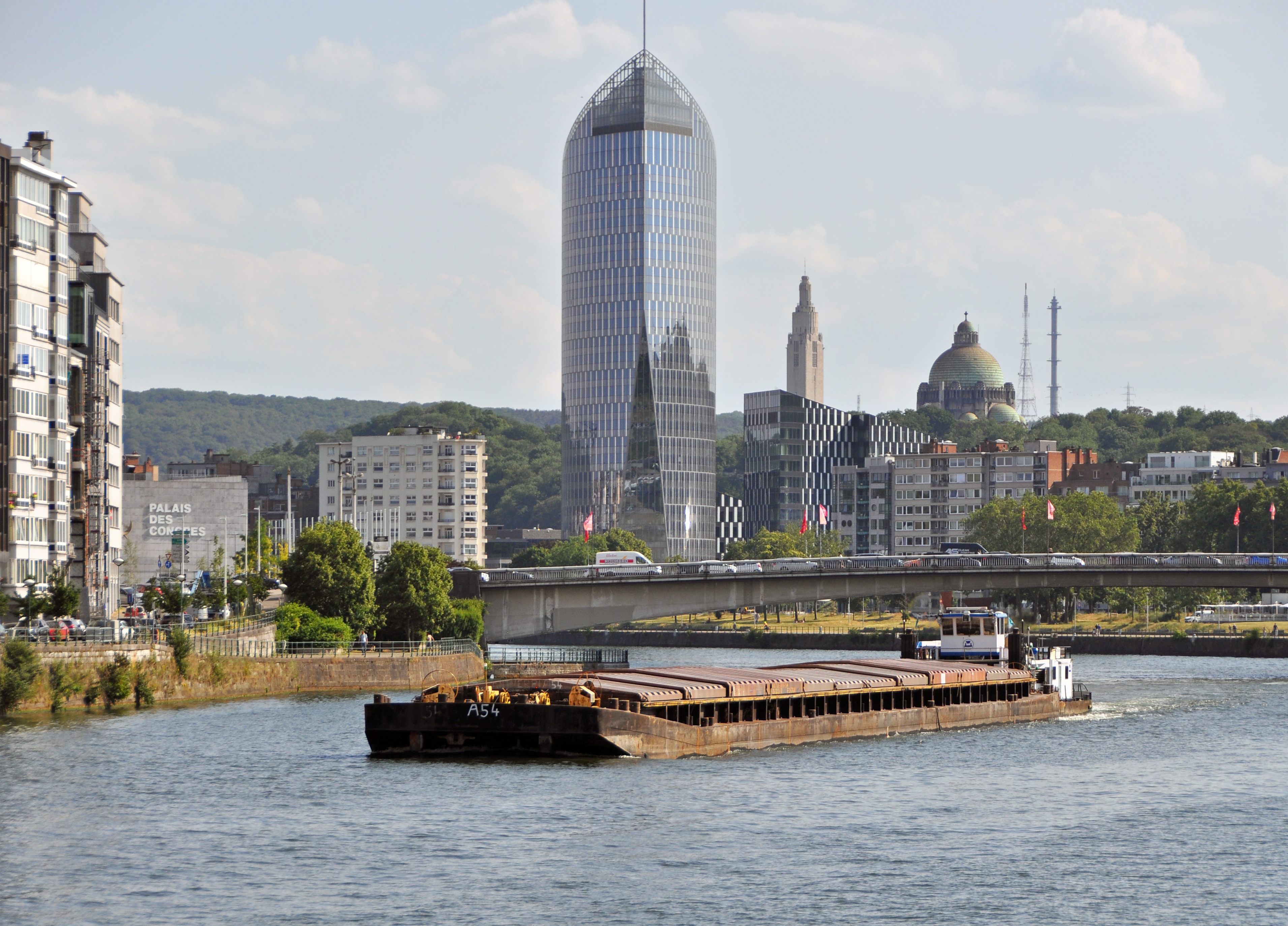
De noordzijde van de toren met de Maas in 2023